# Cerococcus catenarius
Cerococcus catenarius är en insektsart som beskrevs av Fonseca 1957. Cerococcus catenarius ingår i släktet Cerococcus och familjen Cerococcidae. Inga underarter finns listade i Catalogue of Life.